# Richard Stücklen

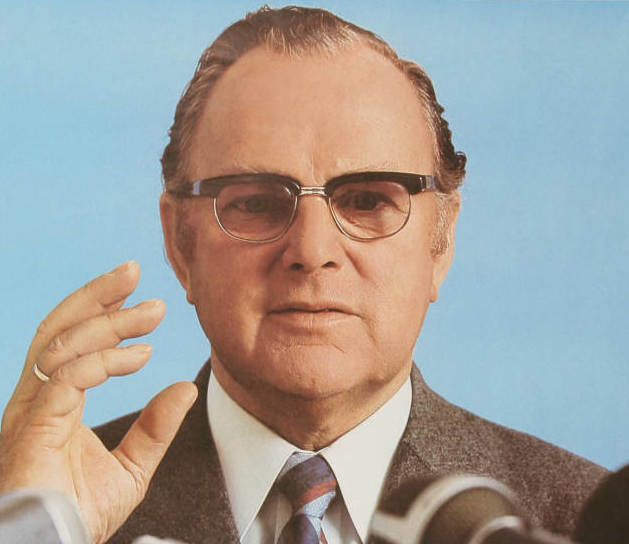
Richard Stücklen (1972)

Richard Stücklen (* 20. August 1916 in Heideck, Mittelfranken; † 2. Mai 2002 in Weißenburg in Bayern) war ein deutscher Politiker (CSU). Er war von 1957 bis 1966 Bundesminister für das Post- und Fernmeldewesen und gehörte von 1976 bis 1990 dem Präsidium des Deutschen Bundestages an, davon 1979 bis 1983 als Bundestagspräsident.

## Leben und Beruf
Richard Stücklen wurde als Sohn des Schlossermeisters Georg Stücklen geboren. Sein Vater war in der Zeit der Weimarer Republik Bürgermeister von Heideck und nach dem Zweiten Weltkrieg Mitglied der Verfassunggebenden Landesversammlung und des Bayerischen Landtages.
Nach dem Besuch der Volksschule machte Stücklen eine Lehre im Elektrohandwerk und war anschließend in diesem Beruf auch tätig. Nebenher absolvierte er ein Fernstudium der Ingenieurwissenschaften, Fachrichtung Elektrotechnik. 1936 wurde er zum Reichsarbeitsdienst und anschließend zum Wehrdienst einberufen. Von 1940 bis 1943 nahm er als Soldat am Zweiten Weltkrieg teil. Es folgte eine Dienstverpflichtung in die Elektroindustrie. 1944 konnte er seine Ausbildung zum Elektroingenieur an der Ingenieurschule Mittweida (Sachsen) beenden und war dann bis zur Demontage des Betriebes Abteilungsleiter bei der AEG in Freiberg. Ab 1945 war er in der elterlichen Schlosserei in Heideck tätig. 
1952 gründete er gemeinsam mit Otto Heinz Brandi und Oskar Maaß in Köln die BMS – Brandi-Maaß-Stücklen GmbH, ab 1956 BMS Ingenieurgesellschaft mbH & Co. KG, die zahlreiche Planungsaufträge für Bauten des Bundes ausführte. Er blieb bis 1989 Gesellschafter.
Richard Stücklen war verheiratet und hatte zwei Kinder.

## Partei

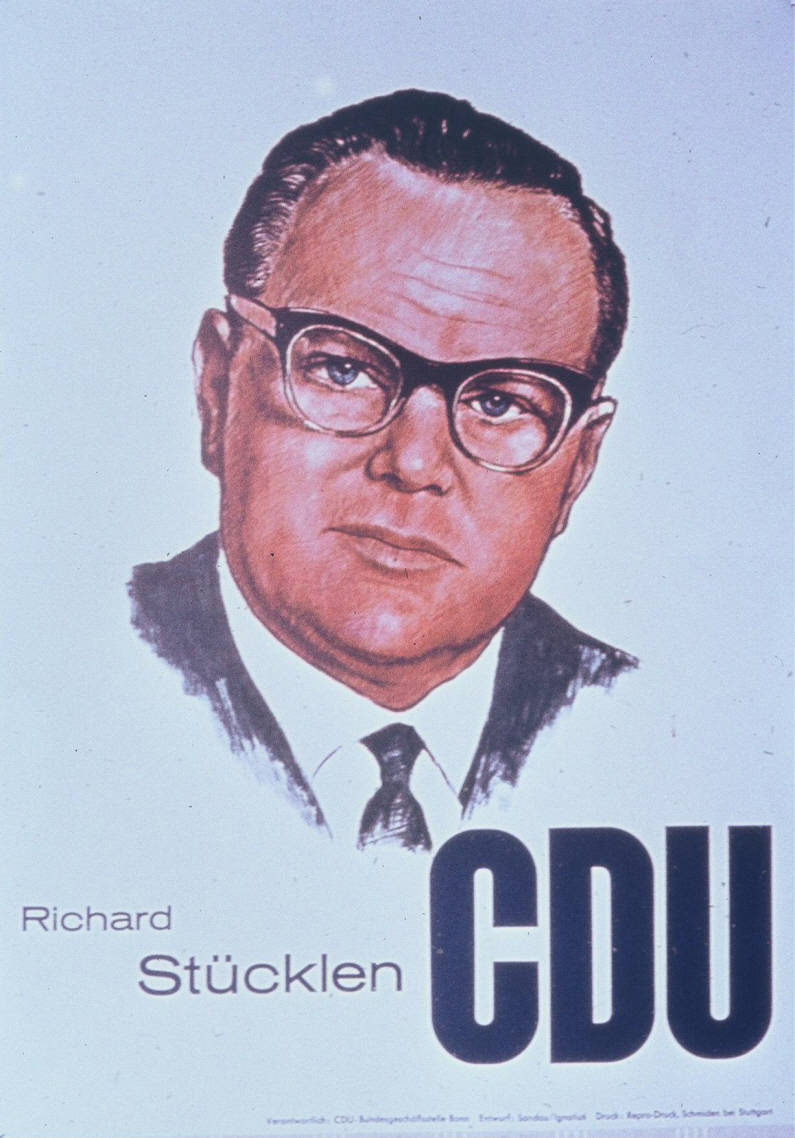
Plakat zur Bundestagswahl 1961

Stücklen war ab 1939 Mitglied der NSDAP.  Nach Kriegsende zählte Stücklen 1945 zu den Mitbegründern der CSU in Heideck und im Landkreis Hilpoltstein. Von 1953 bis 1957 war er Mitglied des geschäftsführenden Vorstandes und von 1967 bis 1989 Mitglied im CSU-Präsidium.

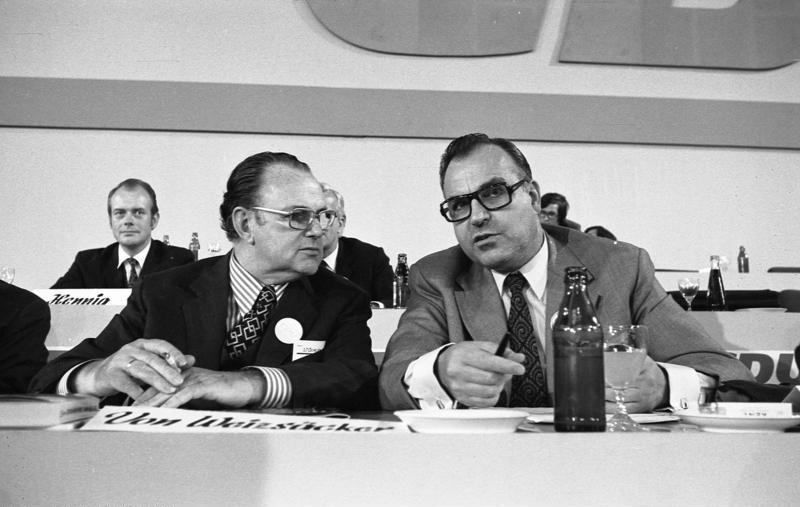
Stücklen mit Helmut Kohl auf dem CDU-Parteitag 1972

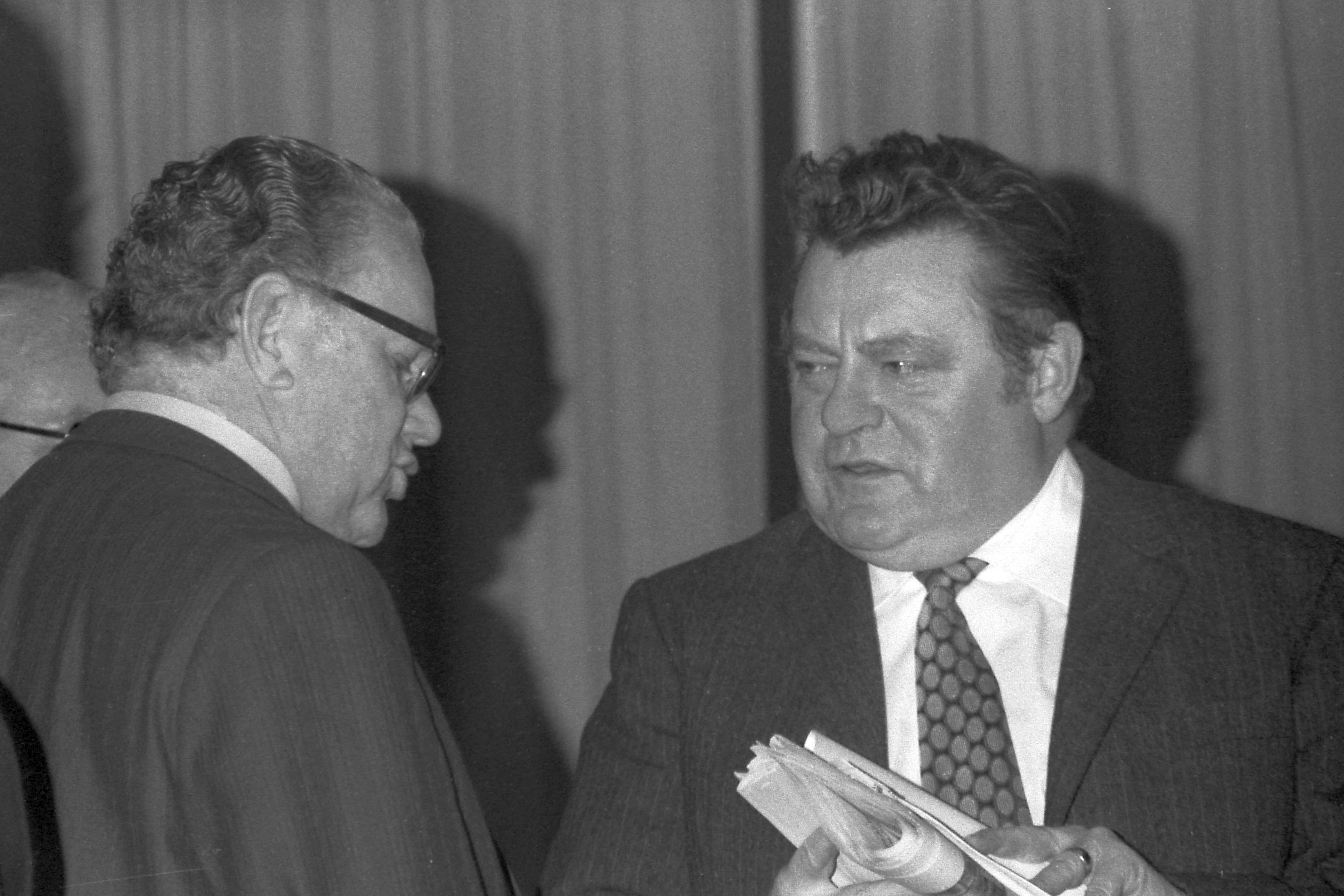
Richard Stücklen (links) mit Franz Josef Strauß im März 1972

Im Bundestagswahlkampf 1976 gehörte Stücklen zur Regierungsmannschaft von Helmut Kohl für den Fall eines Wahlsieges.

## CSU-Bundestagsabgeordneter
Von 1949 bis 1990 war Stücklen Mitglied des Deutschen Bundestages. Er gehörte damit dem Deutschen Bundestag ganze elf Legislaturperioden an. Lange Zeit war er damit der Politiker mit der längsten Bundestagszugehörigkeit. Erst 2014 wurde dieser Rekord von Wolfgang Schäuble überboten.
Von 1953 bis 1957 war er als geschäftsführender Vorsitzender der CSU-Landesgruppe Stellvertretender Vorsitzender der CDU/CSU-Bundestagsfraktion und in dieser Zeit auch Vorsitzender des Ausschusses für Sonderfragen des Mittelstandes. Er war damals der jüngste Vorsitzende eines Bundestagsausschusses. Am 24. Juni 1955 brachte Stücklen gemeinsam mit seinen Fraktionskollegen einen Gesetzentwurf zur Einführung des relativen Mehrheitswahlrechts nach britischem Vorbild ein. 1957 brachte er gemeinsam mit Bundestagsabgeordneten von CSU und DP einen Gesetzentwurf zur Aufhebung von Artikel 102 Grundgesetz ein, mit dem Ziel, die Todesstrafe wieder einzuführen. Dieser hatte jedoch keinen Erfolg.
Vom 25. Januar 1967 bis 1976 war er Vorsitzender der CSU-Landesgruppe und erneut Stellvertretender Fraktionsvorsitzender. Zur Zeit der Großen Koalition startete er mit Fraktionskollegen weitere Initiativen zur Einführung des Mehrheitswahlrechts, die jedoch allesamt scheiterten. Von 1968 bis 1969 war Stücklen außerdem stellvertretender Vorsitzender des Parlamentarischen Untersuchungsausschusses zur Überprüfung der gegenwärtigen Organisation, Kompetenzverteilung, personellen und sachlichen Ausstattung der für den Staatsschutz und die Spionageabwehr zuständigen Nachrichtendienste.
Nach der Bundestagswahl 1976 wurde er am 14. Dezember 1976 zum Vizepräsidenten des Deutschen Bundestages gewählt. Nach der Wahl von Karl Carstens zum Bundespräsidenten wurde Stücklen am 31. Mai 1979 dessen Nachfolger als Bundestagspräsident und übernahm nach der Bundestagswahl 1983 dann am 29. März 1983 erneut das Amt des Vizepräsidenten, das er bis zu seinem Ausscheiden aus dem Bundestag am 20. Dezember 1990 bekleidete.
Im Sommer 1976 war Stücklen in den Schlagzeilen, weil er der Bundestagsabgeordneten Helga Schuchardt (FDP) mit dem Daumen über den Rücken strich, um zu testen, ob sie einen BH trage, da er mit einem Parteikollege darüber wettete. Aufgearbeitet wurde diese Situation im Kontext von Sexismus während der Bonner Republik im Dokumentarfilm Die Unbeugsamen aus dem Jahr 2021.
Anlässlich der Schleyer-Entführung 1977 machte Stücklen mit der Bemerkung auf sich aufmerksam, ein toter Terrorist könne weder Wiederholungstäter sein noch freigepresst werden.
1979 bis 1983 war er Vorsitzender der Unterkommission für den Haushalt, 1979/80 der Unterkommission des Koordinierungsgremiums „Enquête-Kommission Verfassungsreform“ und 1980 bis 1987 der Baukommission jeweils des Ältestenrates des Bundestages. Während seiner Präsidentschaft war er auch Vorsitzender des Gemeinsamen Ausschusses von Bundestag und Bundesrat gemäß Artikel 53a des Grundgesetzes.
In seine Zeit als Bundestagsvizepräsident fällt die Entgleisung Joschka Fischers: „Mit Verlaub, Herr Präsident, Sie sind ein Arschloch!“. Stücklen hatte am 18. Oktober 1984 den grünen Abgeordneten Jürgen Reents ausgeschlossen, nachdem dieser Helmut Kohl als „von Flick freigekauft“ bezeichnet hatte. Die grüne Abgeordnete Christa Nickels versuchte daraufhin einen Antrag auf Sitzungsunterbrechung zu stellen. Als Stücklen sie immer wieder unterbrach und ihr schließlich das Mikrofon abstellte, protestierte Fischer lautstark, woraufhin er ebenfalls ausgeschlossen wurde. Beim Hinausgehen entfuhr Fischer der bekannte Ausspruch, wofür er sich am nächsten Tag entschuldigte.
Stücklen ist stets als direkt gewählter Abgeordneter in den Bundestag eingezogen. Er vertrat zunächst den Wahlkreis Weißenburg und ab 1976 den Wahlkreis Roth. Zuletzt erreichte er bei der Bundestagswahl 1987 in seinem Wahlkreis 59,2 % der Erststimmen.

## Öffentliche Ämter
Nach der Bundestagswahl 1957 wurde Stücklen am 29. Oktober 1957 als Bundesminister für das Post- und Fernmeldewesen in die von Bundeskanzler Konrad Adenauer geführte Bundesregierung berufen und war damit der damals jüngste Bundesminister. Er war in dieser Funktion auch im Kabinett Erhard I (17. Oktober 1963 bis 19. Oktober 1965) und im Kabinett Erhard II (26. Oktober 1965 bis 30. November 1966). In seine Amtszeit fiel unter anderem die Einführung der vierstelligen Postleitzahlen. 
Erhards Nachfolger Kurt Georg Kiesinger (CDU) bildete eine große Koalition mit der SPD. Er berief nicht Stücklen in sein Kabinett, sondern Werner Dollinger (CSU) wurde Postminister. 
Die Minister des Kabinetts Erhard II schieden mit dessen Ende aus der Bundesregierung aus.

## Ehrenämter

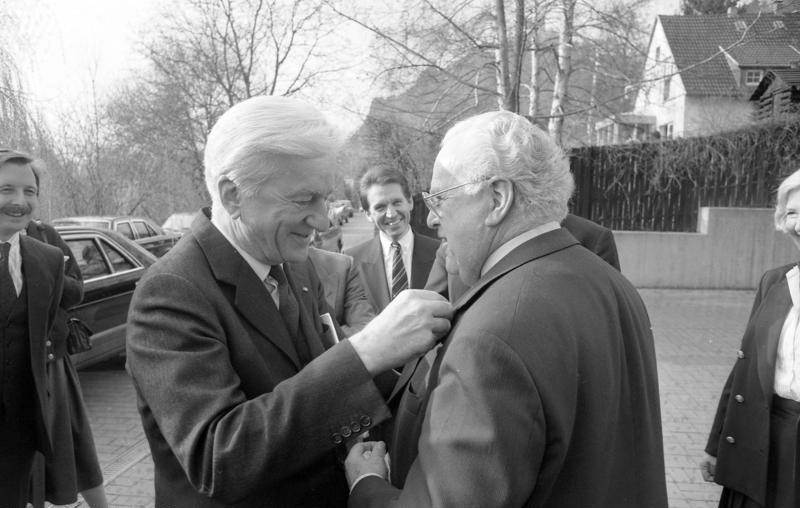
Stücklen mit Bundespräsident Richard von Weizsäcker (1990)

Stücklen war 1977 bis 1979 Vorsitzender der Deutschen Parlamentarischen Gesellschaft.

## Auszeichnungen
- Ehrenbürger der Stadt Weißenburg in Bayern, Heideck und Gunzenhausen
- 1959: Ehrenmitglied der K. D. St. V. Gothia Erlangen im CV
- 1959: Bayerischer Verdienstorden
- 1961: Goldenes Ehrenzeichen für Verdienste um die Republik Österreich
- 1963: Großkreuz des Verdienstordens der Bundesrepublik Deutschland
- 1964: Großkreuz des Verdienstordens der Italienischen Republik
- 1966: Verdienstnadel in Gold des Bundes Deutscher Philatelisten (BDPh)
- 1980: Orden wider den tierischen Ernst
- 1981: Europäischer Karlspreis der Sudetendeutschen Landsmannschaft
- 1985: Krawattenmann des Jahres
- 1986: Bayerische Verfassungsmedaille in Gold
- Großoffizier der französischen Ehrenlegion
- 2010: Goldene Ehrennadel der Hochschule Mittweida (in memoriam)

## Veröffentlichungen
- Die Opposition in der modernen Demokratie. In: Rudolf K. Fr. Schnabel: Die Opposition in der modernen Demokratie. Stuttgart 1972, S. 22–30.
- Parlamentarier der ersten Stunde. In: Friedrich Zimmermann: Anspruch und Leistung. Widmungen für Franz Josef Strauß. Stuttgart 1980, S. 13–31.
- Das Parlament in unserer Mitte. In: Wirtschaftswoche. 1981, Heft 11, Seite 25.
- Würde und Humor gehören zusammen. In: Rupert Schick: Der Bundestagspräsident. Amt, Funktion, Personen. 9. Auflage, Stuttgart 1987, S. 129–133.
- Am wichtigsten ist Glaubwürdigkeit. In: Sonja Schmid-Burgk: Ein Leben für die Politik? Briefe an jüngere Mitbürger. Freiburg 1988, S. 140–146.
- Mit Humor und Augenmaß. Geschichten, Anekdoten und eine Enthüllung. Editio Zenk Forchheim, Weißenburg 2001